# Паровая фабрика конфет и шоколада
Паровая фабрика конфет и шоколада (полное наименование — Рамонская паровая фабрика конфет и шоколада Ея Императорского Высочества принцессы Евгении Максимилиановны Ольденбургской) — кондитерское предприятие в Рамони Воронежской губернии, основанное в 1900 году принцем Александром Петровичем Ольденбургским и его женой — принцессой Евгенией Максимилиановной Ольденбургской.
Предприятие пущено в развитие территориального комплекса вокруг свеклосахарного завода, приобретённого Ольденбургской вместе с имением и 3 тыс. десятин земли у дворянки Марии Николаевны Вельяминовой в 1878 году.

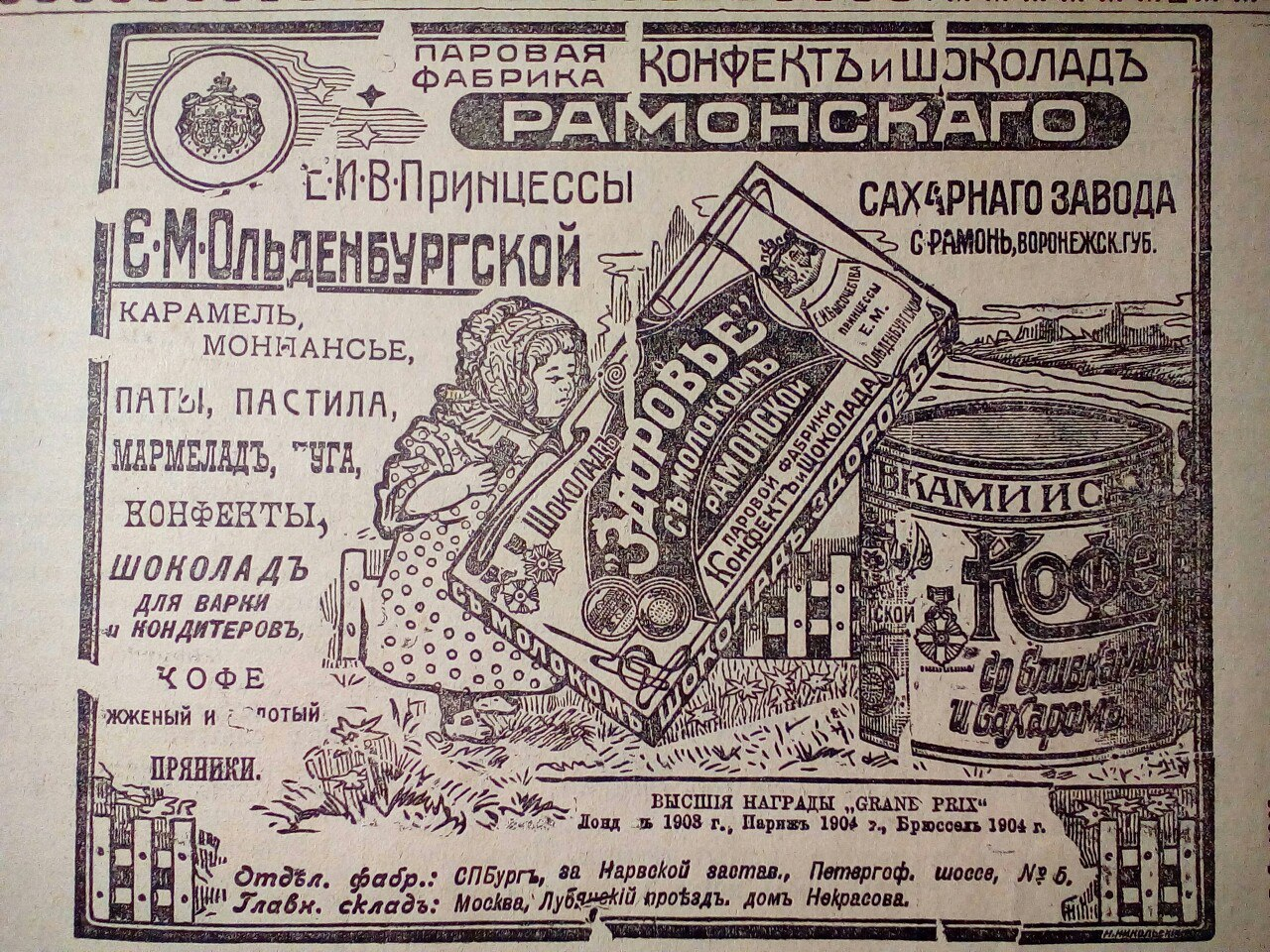
Реклама фабрики в Рамони

Здание кондитерской фабрики имело три этажа и было пристроено с южной стороны Рамонского сахарного завода. Уже через несколько лет предприятие выпускало до 400 наименований конфет и шоколада. Главный склад фабрики находился в Москве в доме Некрасова на Лубянском проезде.
Предприятие стало известно в России и за рубежом, получало медали зарубежных выставок: в 1903 году продукция фабрики получила высшую оценку на выставке в Лондоне, а с 1904 года украшало свои этикетки медалями с Парижской и Брюссельской выставок.
События 1905—1907 годов в России привели в 1908 году к банкротству кондитерской фабрики Ольденбургских: оборудование было вывезено в Воронеж, где городские купцы и предприниматели ещё долгое время выпускали конфеты и шоколад в упаковке Рамонской фабрики. После Октябрьской революции и Гражданской войны предприятие было национализировано и преобразовано в 1925 году в новое на базе конфетной фабрики «Рамонь». Часть оборудования была задействована на Воронежской кондитерской фабрике, пущенной в 1934 году.